# Procladius wilhmi
Procladius wilhmi är en tvåvingeart som beskrevs av Roback 1966. Procladius wilhmi ingår i släktet Procladius och familjen fjädermyggor.
Artens utbredningsområde är Tennessee. Inga underarter finns listade i Catalogue of Life.